# Bídníci (muzikál)
Bídníci, ve francouzském originále Les Misérables, je francouzský muzikál, který má předlohu v knize Victora Huga Les Misérables. Autory muzikálu jsou Claude-Michel Schönberg (hudba) a Alain Boublil (libreto). Poprvé měl muzikál premiéru v Palais des Sports roku 1980 v Paříži. Režie se ujal Robert Hossein. Jeho anglická přepracovaná verze, jejímž autorem je Herbert Kretzmer, měla premiéru o pět let později, tj. 8. října 1985, v Londýně. Muzikál se tam uvádí dodnes, a je tak nejdéle v kuse uváděným muzikálem na světě. V roce 1987 se odehrála premiéra na Broadwayi, kde muzikál získal tři ceny Tony, za nejlepší muzikál, hudbu a libreto.
Během dalších let byl uveden v mnoha světových městech jako Tokio, Budapešť, Reykjavík, Oslo, Melbourne, Vancouver, Vídeň, Madrid, Stockholm, Singapur, Tallinn, Bělehrad a naposled Záhřeb.
Premiéra pro Českou republiku se uskutečnila roku 1992 v Praze; šlo o kopii londýnské inscenace. Autorem českého přebásnění libreta je Zdeněk Borovec. V roce 2003 se Bídníci vrátili do Prahy v produkci Františka Janečka, který je uvedl v divadle GoJa Music Hall. Šlo o takzvanou „non-replica“ verzi, lišící se od londýnského originálu, a to především výpravou. Léta 2009 mělo premiéru zcela nové nastudování v Městském divadle Brno pod dohledem režiséra a ředitele Stanislava Moši. Opět šlo o vlastní verzi s vlastní režijní koncepcí, scénografií i kostýmy. Dne 1. března 2012 měl muzikál obnovenou premiéru v GoJa Music Hall s novým obsazením a novou orchestrací. Derniéra proběhla 26. října 2013. Muzikál měl být v České republice opět uveden v září 2022, ale uvedení bylo odloženo. 16. února 2024 proběhla obnovená premiéra v GoJa Music Hall. Derniéra proběhla 15. února 2025.
Kromě mnoha zahraničních nahrávek vyšlo také několik českých CD – výběr písní z původního uvedení z roku 1992, kompletní nahrávka na třech CD se symfonickým orchestrem (2003) a na dvou CD nahrávka z Městského divadla Brno (vyšlo roku 2011).
10. října 2017 proběhl koncert Proms Gala, který byl věnován 25. výročí prvního uvedení muzikálu Bídníci v ČR. Koncert pořádal Český národní symfonický orchestr a Janis Sidovský v pražském Foru Karlín.

## Filmové adaptace
V roce 2012 byl tento muzikál poprvé zfilmován britskými filmaři ve stejnojmenném filmu, pod taktovkou Toma Hoopera.

## Děj
Děj muzikálu se přímo drží děje knihy.
Hlavní hrdina Jean Valjean je odsouzen na devatenáct let na galeje za krádež chleba pro děti své sestry. Ve svých šestačtyřiceti letech je propuštěn, má však cejch trestance. Nedaří se mu najít práci, postrádá smysl života. Až vlídný biskup mu prokáže laskavost a Valjeanovi se obrátí život naruby. Stane se řádným občanem a dokonce založí podnik na cihly. V městě, kam se uchýlil, se setkává se svobodnou matkou Fantinou, která je donucena z důvodů příjmové chudoby pracovat jako prostitutka. Její dcera Cosette musí zatím otročit u svých opatrovníků manželů Thénardierových. Valjean slíbí Fantině, která umírá na tuberkulózu, že se o její dcerku postará. Vychová ji jako svou vlastní a z nebohé holčičky vyroste krásná mladá dáma. Není divu, že se do ní zamiluje mladičký student Marius, ke kterému hoří láskou také jeho chudá přítelkyně Eponina Thénardierová. V Paříži však proti králi povstane lid a mnoho účastníků na barikádách padne v boji za lepší svět; jednou z obětí gardistů se stane Eponina, která před smrtí vyjeví Mariusovi svou lásku. Nakonec je zraněn i sám Marius, je však z místa nejkrvavějších bojů odtažen Valjeanem pařížskými kanály. Zde se setkává s Javertem, který po něm pátrá už od chvíle, kdy ho propustili. Dojde k potyčce, Valjean však svého soka nezabije. To Javerta morálně zlomí a ten ukončí svůj život skokem do Seiny. Marius se rychle zotavuje a brzy se uskuteční svatba. Valjean dá Mariusovi a Cosettě požehnání a umírá s tím, že to co ve svém životě dokázal, není zanedbatelné.

## Písně zmuzikálu
| První jednání - Overtura - Chceš bejt - Valjeanova pouť - Biskupství Digne - Co jsem to zač? - Když je u konce den (Fabrika) - Knížka snů - Krásný holky - Fantinino zatčení - Převržený vůz - Kdo jsem já? - Fantinina smrt - Konfrontace - Zámek v oblacích - Hlava mazaná - Setkání – Proradný handl - Chcem bejt! - Přepadení - Tam ve hvězdách - Eponinin návrat - Noc či den - Život můj… - Už Vás dávno znám - Loupež - Příští den (Finále I.) | Druhé jednání - Vzhůru na barikádu - Píseň samotářky - Stavba barikády - Javert na barikádě - Malí lidé - Byl déšť a kytky můžou kvést - Neklidná noc - První útok - Pij se mnou - Otčenáš - Za svítání - Druhý útok (Smrt Gavroche) - Poslední zteč - Ve světě psím - Javertova sebevražda - Carousell - Prázdný stůl a židle prázdné - Den co den - Valjeanova zpověď - Svatba - Epilog (Finále II.) |

## Obsazení muzikálu v Česku

### Praha, Divadlo Na Vinohradech (1992)
- Jean Valjean – Karel Černoch, Jan Ježek
- Javert – Jesse Webb, Marcel Kučera
- Fantine – Helena Vondráčková
- Thénardier – Jiří Korn
- Madame Thénardier – Petra Janů
- Eponine – Lucie Bílá, Magda Malá
- Enjolras – Tomáš Trapl
- Marius – Pavel Polák
- Cosette – Radka Jiřičková, Karolina Husáková

### Praha, GoJa Music Hall (2003 - 2007)
- Jean Valjean – Jan Ježek, Karel Černoch, David Uličník
- Javert – Daniel Hůlka, Tomáš Bartůněk, Josef Štágr
- Fantine – Jitka Čvančarová, Kateřina Brožová, Šárka Marková, Helena Vondráčková, Martina Placrová, Michaela Nosková
- Thénardier – Jiří Korn, Libor Žídek, Filip Čapka
- Madame Thénardier – Hanka Křížková, Iveta Bartošová, Renata Podlipská
- Eponine – Magda Malá, Leona Machálková, Markéta Sedláčková, Leona Černá, Martina Placrová
- Enjolras – Tomáš Trapl, Robert Jícha, Richard Mašek, Jan Fiala
- Marius – Pavel Vítek, Tomáš Savka, Pavel Polák, Leoš Liščák
- Cossete – Lucie Černíková, Tereza Mátlová, Šárka Marková

### Brno, Městské divadlo Brno (2009)
- viz Bídníci (Městské divadlo Brno)

### Praha, GoJa Music Hall (2012–2013)[5]
- Jean Valjean – Marian Vojtko, David Uličník, Josef Štágr, Petr Gazdík
- Javert – Daniel Hůlka, Tomáš Bartůněk, Josef Štágr
- Fantine – Kateřina Brožová, Jitka Čvančarová, Petra Peterová
- Thénardier – Filip Čapka, Jan Urban
- Madame Thénardier – Monika Absolonová, Marta Jandová, Renáta Podlipská
- Eponine – Magda Malá, Vlaďka Skalová
- Enjolras – Michael Foret, Michal Skořepa
- Marius – Pavel Vítek, Tomáš Löbl, Josef Vágner
- Cosette – Tereza Mátlová, Tereza Aster Vágnerová, Hedvika Tůmová

### Praha, GoJa Music Hall (2024–2025)
- Jean Valjean – David Uličník, Petr Gazdík
- Javert – Josef Štágr, Marian Vojtko, Radim Schwab (pouze únor 2024)
- Fantine – Kateřina Brožová, Monika Sommerová, Adriana Bajtková (understudy)
- Thénardier – Bronislav Kotiš, Petr Matuszek, Jan Urban
- Madame Thénardier – Venuše Zaoralová Dvořáková, Renáta Podlipská, Monika Absolonová (září a říjen 2024 – 4 představení jako speciální host)
- Eponine – Kateřina Herčíková, Felicita Prokešová, Natálie Grossová
- Enjolras – Tomáš Vaněk, Štěpán Komárek
- Marius – Tomáš Löbl, Lukáš Randák
- Cosette – Natálie Grossová, Adéla Haviar
- Dětské role – Eva Cichovská, Anežka Hezká, Darja Kňavová, Andrea Kohoutová, Mariana Mezerová, Sofie Petráková, Emma Nicole Rose, Valentina Vozňuk, Marie Anna Červinková, Matěj Hezký, Thomas Kocian, Tobiáš Skružný, Adam Šrámek, Prokop Česaný